# Guy Bedos

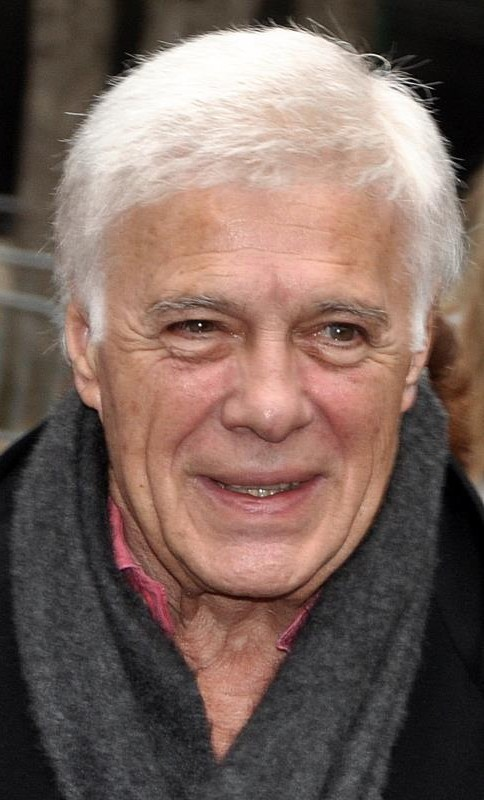
Guy Bedos (2013)

Guy René Bedos (* 15. Juni 1934 in Algier,  heute Algerien; † 28. Mai 2020, Paris) war ein französischer Schauspieler, Kabarettist und Unterhaltungskünstler.

## Leben und Wirken

### Theater, Film und Fernsehen
Bedos, Sohn des Leiters eines Pharmazielabors, hatte ab 1949 die Schule in Paris besucht und anschließend (ab 1951) seine künstlerische Ausbildung bei Berthe Bovy am Centre d’Art Dramatique in der Rue Blanche erhalten. Jacques Charon holte 1954 Bedos zu seiner Schauspieltruppe, mit der er anschließend auf Tournee durch den Mittleren Osten ging. Bald machte sich Bedos einen Namen als Stand-up-Comedian, Entertainer und Kabarettist an zahlreichen Kleinkunstbühnen und Varietés Frankreichs. Nahezu zeitgleich zu seiner Bühnenarbeit begann Guy Bedos zu filmen, seinen Einstand gab er Ende 1954 an der Seite von Brigitte Bardot und Jean Marais in dem Dramolett Reif auf junge Blüten. Trotz regelmäßiger Filmtätigkeit blieb Guy Bedos jedoch primär ein Mann der Bühne. In Deutschland ist er vor allem dank seiner Mitwirkung als Simon Messina in der Ensemble-Filmkomödie Ein Elefant irrt sich gewaltig und deren Fortsetzung Wir kommen alle in den Himmel ein Begriff. Nebenbei hat Bedos auch weiterhin klassisches Theater gespielt, beispielsweise in Bertolt Brechts Der aufhaltsame Aufstieg des Arturo Ui und ist seit Jahrzehnten ein beliebter Gast in einer Unzahl an Gesprächsrunden und Showprogrammen im französischen Fernsehen wie beispielsweise Vivement dimanche prochaine (1998–2015) und dem Ableger Vivement dimanche (1999–2015).

### Politisches Engagement
Bedos hat sich mit seinen zum großen Teil selbst geschriebenen Bühnenprogrammen stets in soziale und politische Belange seines Landes eingemischt. Er ordnete sich selbst als politisch links ein und galt als großer Anhänger des sozialistischen Präsidenten François Mitterrand. Mit seinen öffentlichen Äußerungen hat sich Bedos nicht immer Freunde gemacht. Mehrfach musste er sich vor Gericht verantworten, zuletzt (Stand: August 2017) wurde er von der republikanischen Politikerin Nadine Morano wegen Beleidigung im Rahmen einer seiner Bühnenshows (2013) verklagt, jedoch in letzter Instanz freigesprochen (Juni 2017).

### Privates
Guy Bedos war insgesamt dreimal verheiratet, so auch mit den Schauspielerinnen Karen Blanguernon und Sophie Daumier (1934–2003). Aus diesen Ehen gingen insgesamt vier eigene Kinder hervor. Ein weiteres Kind war ein 2010 verstorbener Adoptivsohn. Er wurde auf eigenen Wunsch in Lumio bestattet.

## Filmografie
- 1955: Reif auf junge Blüten (Futures Vedettes)
- 1956: Courte Tête
- 1958: Sacrée Jeunesse
- 1958: Die sich selbst betrügen (Les Tricheurs)
- 1960: Das Haus der 1000 Fenster (La Millième Fenêtre)
- 1961: Der Korporal in der Schlinge (Le Caporal épinglé)
- 1962: Gib Zunder, Eddie ! (L’Empire de la nuit)
- 1963: Bonbons mit Pfeffer (Dragées au poivre)
- 1964: Jungfrau, reich garniert (Aimez-vous les femmes?)
- 1965: Les Copains
- 1966: Sieben Mann und ein Luder (Sept hommes et une garce)
- 1969: Appelez-moi Mathilde
- 1970: Le Pistonné
- 1971: Pouce
- 1972: L’Œuf
- 1975: Le Jardin qui bascule
- 1976: Ein Elefant irrt sich gewaltig (Un éléphant ça trompe énormément)
- 1977: Wir kommen alle in den Himmel (Nous irons tous au paradis)
- 1980: Même les mômes ont du vague à l’âme
- 1984: Réveillon chez Bob
- 1986: Sauve-toi, Lola
- 1987: Mein Opa ist genial (Il est génial papy!)
- 1991: Ein Affenzirkus (Le Bal des casse-pieds)
- 1996: Un homme est tombé dans la rue
- 1997: Sous les pieds des femmes
- 1999–2001: Chère Marianne (TV-Serie)
- 2003: Les clefs de bagnole
- 2005: Une famille pas comme les autres
- 2006: La Jungle
- 2006: Sortie de scène
- 2007: Survivre avec les loups
- 2007: Les interminables
- 2010: Mourir ? Plutôt crever ! (Dokumentarfilm)
- 2011: Moi, Michel G., milliardaire, maître du monde
- 2011: Und wenn wir alle zusammenziehen? (Et si on vivait tous ensemble?)
- 2013: Le tourbillon de Jeanne